# Geosaurus

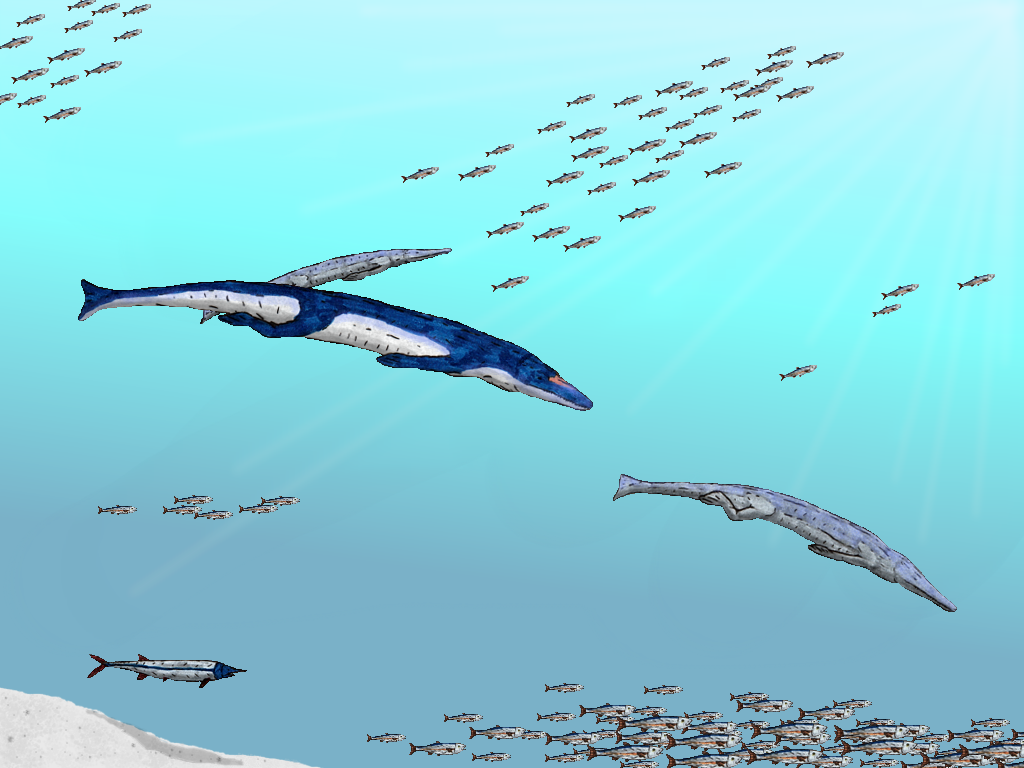
Geosaurus achtervolgt een Metriorhynchus, een andere metriorhynchide. Een ander individu van Metriorhynchus achtervolgt een paar Pholidophorus, terwijl een Aspidorhynchus onopgemerkt probeert te blijven nabij de bodem.

Geosaurus is een geslacht van uitgestorven krokodilachtigen. Hij behoort tot de familie van de Metriorhynchidae en is verwant aan Dakosaurus en Metriorhynchus. Hij leefde in Europa van het Laat-Jura tot Vroeg-Krijt en was daarmee een van de laatste thalattosuchiërs. Het is niet bekend hoe de jongen van Geosaurus en verwanten ter wereld kwamen. Geosaurus was een vrij groot lid van de Metriorhynchidae en kon tot vier meter lang worden. Hij leek qua uiterlijk zowel op de verwante Dakosaurus als op de 'primitievere' Metriorhynchus.
Geosaurus is in 1824 benoemd door Georges Cuvier. De geslachtsnaam betekent 'Moeder der giganten-sauriër', afgeleid van de aardgodin Gaia, de mythische moeder der Giganten in de Griekse mythologie. De typesoort is namelijk Lacerta gigantea, in 1816 benoemd door Samuel Thomas von Sömmerring. Minder zuiver wordt de geslachtsnaam ook wel vertaald als 'aardsauriër' of 'aardhagedis'.